# Black Depths Grey Waves
Black Depths Grey Waves war ein Death-Industrial-Projekt aus Tampa.

## Geschichte
Die Metal-Musiker Saint Ov Gravediggers von Vasa Iniquitatis und Clint Listing von A Darkned Sea und As All Die gründeten Black Depths Grey Waves in der zweiten Hälfte der 2000er Jahre. Die ersten EPs Black Depths, Grey Waves 2009 und Tumor Throne 2010 erschienen über Absolute Zero Media, eines mehrerer von Listing betriebener Label, und wurden international kaum beachtet. Das Debütalbum Nightmare Of the Blackened Heart erschien hingegen 2011 in Kooperation mit dem britischen Label Aesthetic Death Records. Die meisten Rezensenten des Albums enthielten sich einer eindeutigen Bewertung. Dabei wurde das Album mal als „spannend“ mal als „gepflegte Langeweile“ beurteilt. Die wenigen benotenden Besprechungen driften indes deutlich auseinander und heben das Album entweder als besonders positiv hervor oder werten es als äußert negativ.
Mit Never Forever Simply Done erschien 2014 das zweite und letzte Studioalbum der Gruppe. Das über Dead Games Records, einem weiteren von Listing betriebenem Label, erschienene Album wurde von Kritikern als schlecht und langweilig beurteilt. Mit dem Pressetext der Promotionsexemplare zu Never Forever Simply Done wurde die Auflösung von Black Depths Grey Waves bekanntgegeben.

## Stil
Der Stil des Duos wird dem Death Industrial zugerechnet. Als Vergleich werden überwiegend Genrevertreter und weitere Post-Industrial-Künstler wie Melek-Tha, MZ. 412, Skullflower, Profane Grace, Valefor, Khost, Oskryf, In Slaughter Natives und Schloss Tegal benannt. Selbst bezeichnet das Duo den gespielten Stil als Black Occult Industrial oder Black Occult Industrial Noise.
Der Stil ist durch eine als dumpf und monoton wahrgenommene rauschende Geräuschkulisse geprägt. Hierbei entstünde eine Grusel- oder Horror-Atmosphäre, die insbesondere durch den Gesang erzeugt würde. Diese würde verhallend „durch die industriell kalte Landschaft geistern“ und dabei anhaltend „völlig unverständlich bleiben.“ Die Klangkulisse ist unterdessen keinen eindeutigen Instrumenten zuzuordnen und von Sound-Effekten wie Verzerrer, Echo und Reverb geprägt. Die so erzeugte Klanglandschaft suggeriere, Rezensenten zur Folge, die Atmosphäre einer maschinellen Endzeit.

## Diskografie
- 2009: Black Depths, Grey Waves (EP, Absolute Zero Media)
- 2010: Tumor Throne (EP, Absolute Zero Media)
- 2011: Nightmare Of the Blackened Heart (Album, Aesthetic Death Records)
- 2014: Never Forever Simply Done (Album, Dead Game Records)